# Marvin Musquin
Marvin Musquin   (La Rèula, 30 de desembre de 1989) és un pilot de motocròs occità, dues vegades Campió del Món en categoria MX2. El seu germà gran, Mickaël, és un pilot força conegut, especialitzat sobretot en supercross.
A 1 de gener de 2011

## Trajectòria esportiva
La seva carrera dins el motocròs es veié molt afavorida gràcies a la seva inclusió a l'equip estatal de motocross espoir, la qual cosa feu que aviat comencés a triomfar en l'esfera internacional, guanyant el Campionat d'Europa de 85 cc el 2004. El 2006 acabà el tercer al Campionat de França Júnior i esdevingué campió de França de supercross en categoria elit, títol que revalidà la temporada següent.
Després de debutar al mundial de MX2 la temporada de 2008 i acabar-hi en catorzena posició final, al començament de la temporada de 2009 encetà la seva era de domini dins la categoria, tot guanyant la primera mànega del Gran Premi de Bulgària i quedant tercer a la segona, aconseguint així la seva primera victòria en un Gran Premi. Un cop assolida la primera posició provisional del campionat després del Gran Premi de Catalunya (a Bellpuig) trencà unilateralment el contracte que el lligava amb l'equip privat NGS (que disposava de motocicletes Honda) per tal d'ingressar a l'equip oficial KTM. La seva primera cursa amb la nova moto no podia ser més exitosa, ja que guanyà les dues mànegues del Gran Premi de Gran Bretanya, refermant així la seva situació al capdavant de la classificació. Al següent Gran Premi, el de França (disputat a Ernée), tornà a guanyar les dues mànegues. Degut a un plet amb la seva anterior escuderia, es perdé el Gran Premi de Suècia però, un cop arribat a un acord amistós amb els demandants, tornà a pilotar la KTM amb una nova doble victòria, aquest cop al Gran Premi de Bèlgica. A la darrera prova de la temporada se'n tornà a endur les dues mànegues i assolí així el seu primer títol mundial amb 540 punts, amb 40 d'avantatge sobre el portuguès Rui Gonçalves, el seu company d'equip a KTM.
La temporada de 2010, Musquin tornà a dominar àmpliament el campionat aconseguint el seu segon títol mundial amb 61 punts d'avantatge sobre el subcampió, l'alemany Ken Roczen.

## Palmarès al mundial de motocròs
| Any          | Motocicleta  | MX2 |
| ------------ | ------------ | --- |
| 2008         | Honda        | 14è |
| 2009         | KTM          | 1r  |
| 2010         | KTM          | 1r  |
| Total títols | Total títols | 2   |

### Resultats per Gran Premi
(Llegenda)
| Any Campionat | Rda 1 | Rda 2 | Rda 3 | Rda 4 | Rda 5 | Rda 6 | Rda 7 | Rda 8 | Rda 9 | Rda 10 | Rda 11 | Rda 12 | Rda 13 | Rda 14 | Rda 15 | Rda 16 | Rda 17 | Posició mitjana | % Podis | Posició |
| ------------- | ----- | ----- | ----- | ----- | ----- | ----- | ----- | ----- | ----- | ------ | ------ | ------ | ------ | ------ | ------ | ------ | ------ | --------------- | ------- | ------- |
| 2009 MX2      | 3     | 1     | 3     | 7     | 3     | 11    | 1     | 1     | 3     | 2      | OUT    | 1      | 9      | 1      | 1      | -      | -      | 3,35            | 79%     | 1r      |
| 2010 MX2      | 1     | 1     | 5     | 1     | 1     | 1     | 1     | 1     | 4     | 5      | 3      | 1      | 2      | 2      | 10     | -      | -      | 2,60            | 73%     | 1r      |

## Resultats per any als campionats AMA
(Llegenda)
| Any Campionat  | Rda 1 | Rda 2 | Rda 3 | Rda 4 | Rda 5 | Rda 6 | Rda 7 | Rda 8 | Rda 9 | Rda 10 | Rda 11 | Rda 12 | Rda 13 | Rda 14 | Rda 15 | Rda 16 | Rda 17 | Posició mitjana | % Podis | Posició |
| -------------- | ----- | ----- | ----- | ----- | ----- | ----- | ----- | ----- | ----- | ------ | ------ | ------ | ------ | ------ | ------ | ------ | ------ | --------------- | ------- | ------- |
| 2011 250 MX    | 5     | 40    | OUT   | OUT   | OUT   | OUT   | OUT   | 14    | 6     | 6      | 3      | 3      | -      | -      | -      | -      | -      | 11,00           | 29%     | 13è     |
| ~2012 250 SX-W | 4     | 2     | 19    | 2     | 3     | 16    | -     | -     | -     | -      | -      | -      | -      | -      | 2      | 5      | 5      | 6,44            | 44%     | 3r      |
| 2012 250 MX    | 9     | 6     | 5     | 5     | 5     | 4     | 7     | 4     | 4     | 1      | 5      | 3      | -      | -      | -      | -      | -      | 4,83            | 17%     | 5è      |
| 2013 250 SX-E  | -     | -     | -     | -     | -     | -     | 6     | 3     | 4     | 1      | 1      | 1      | 3      | 1      | -      | -      | 3      | 2,56            | 78%     | 2n      |
| 2013 250 MX    | 4     | 4     | 1     | 1     | 3     | 8     | 4     | 3     | 2     | 8      | 7      | 7      | -      | -      | -      | -      | -      | 4,33            | 42%     | 3r      |
| 2014 250 MX    | 8     | 7     | 5     | 7     | 5     | 2     | 10    | 2     | 1     | 3      | 1      | 5      | -      | -      | -      | -      | -      | 4,67            | 42%     | 4t      |
| 2015 250 SX-E  | -     | -     | -     | -     | -     | -     | 1     | 2     | 1     | 1      | 1      | 2      | 1      | -      | -      | 1      | 1      | 1,22            | 100%    | 1r      |
| 2015 250 MX    | 2     | 1     | 7     | 2     | 1     | 1     | 6     | 4     | 2     | 2      | 2      | 10     | -      | -      | -      | -      | -      | 3,33            | 67%     | 2n      |
| 2016 450 SX    | 14    | 9     | 9     | 3     | 9     | 7     | 6     | 2     | 3     | 2      | 2      | 17     | OUT    | OUT    | 10     | 7      | 21     | 8,06            | 33%     | 7è      |
| 2016 450 MX    | 8     | 9     | 14    | 3     | 5     | 5     | 4     | 2     | 3     | 2      | 3      | 4      | -      | -      | -      | -      | -      | 5,17            | 42%     | 3r      |
| 2017 450 SX    | 3     | 3     | 2     | 9     | 9     | 1     | 2     | 5     | 13    | OUT    | 2      | 2      | 3      | 1      | 4      | 2      | 22     | 5,18            | 63%     | 3r      |
| 2017 450 MX    | 2     | 1     | 2     | 11    | 14    | 3     | 12    | 1     | 1     | 1      | 2      | 2      | -      | -      | -      | -      | -      | 4,33            | 75%     | 2n      |
| 2018 450 SX    | 1     | OUT   | 13    | 5     | 4     | 2     | 2     | 2     | 2     | 5      | 3      | 1      | 3      | 3      | 1      | 1      | 2      | 3,12            | 75%     | 2n      |
| 2018 450 MX    | 2     | 2     | 4     | 2     | 3     | 1     | 1     | 3     | 3     | 1      | 3      | 3      | -      | -      | -      | -      | -      | 2,33            | 92%     | 2n      |
| 2019 450 SX    | 8     | 5     | 2     | 2     | 2     | 3     | 3     | 6     | 3     | 3      | 1      | 1      | 2      | 6      | 3      | 5      | 2      | 3,41            | 71%     | 3r      |
| 2019 450 MX    | 6     | 2     | 5     | 6     | 1     | 1     | 3     | 4     | 3     | 2      | 3      | 9      | -      | -      | -      | -      | -      | 3,75            | 58%     | 3r      |
| 2020 450 SX    | OUT   | OUT   | OUT   | OUT   | OUT   | OUT   | OUT   | OUT   | OUT   | OUT    | OUT    | OUT    | OUT    | OUT    | OUT    | OUT    | OUT    | -               | -       | -       |
| 2020 450 MX    | 4     | 3     | 2     | 4     | 4     | 6     | 2     | 6     | 5     | -      | -      | -      | -      | -      | -      | -      | -      | 4,00            | 33%     | 4t      |
| 2021 450 SX    | 3     | 6     | 13    | 10    | 11    | 3     | 7     | 2     | DNF   | OUT    | OUT    | DNF    | 7      | 7      | 9      | 1      | 2      | 6,23            | 38%     | 9è      |
| 2021 450 MX    | 7     | 9     | 8     | 14    | 8     | 7     | 4     | 3     | 7     | OUT    | OUT    | OUT    | -      | -      | -      | -      | -      | 7,44            | 11%     | 7è      |
| 2022 450 SX    | 4     | 8     | 10    | 6     | 7     | 5     | 3     | 14    | 6     | 4      | 3      | 3      | 1      | 10     | 3      | 3      | 5      | 5,58            | 35%     | 4t      |